# Estudios Latinoamericanos
Estudios Latinoamericanos – rocznik wydawany od 1972 roku. Jego założycielem był Tadeusz  Łepkowski. Wydawcą jest Polskie Towarzystwo Studiów Latynoamerykanistycznych. Publikowane są w nim prace dotyczące: kultury i historii Ameryki Łacińskiej. Artykuły pisane są przez polskich naukowców w języku hiszpańskim.